# The Buddha of Suburbia
Albums de David Bowie
Black Tie White Noise
(1993) The Singles Collection
(1993)
Singles
1. The Buddha of Suburbia
Sortie : 22 novembre 1993

The Buddha of Suburbia est le dix-neuvième album de David Bowie, sorti le 8 novembre 1993 par Arista Records au Royaume-Uni et en Europe. Le projet est né à la suite d'une interview entre Bowie et le romancier Hanif Kureishi lors d'une tournée de presse pour Black Tie White Noise (1993), où Bowie a accepté de composer la musique d'une prochaine adaptation du roman de Kureishi Le Bouddha de banlieue (1990). Après avoir fait des pistes de base, Bowie a décidé de transformer le projet en un album complet. En collaboration avec le musicien Erdal Kızılçay, l'enregistrement a eu lieu aux Studios Mountain de Montreux, en Suisse, et s'est terminé en six jours; Mike Garson a contribué aux ajouts de piano.
La musique de l'album se compose principalement de nombreux motifs créés à l'aide de divers instruments et contient des références à ses œuvres de la fin des années 1970. Les commentateurs ont reconnu les thèmes rock, pop, ambiant, jazz et expérimental tout du long de l'album. La musique elle-même ressemble peu à la musique de la série de la BBC ; seule la chanson titre y figure. Mis à part trois instrumentaux, les paroles ne sont pas linéaires, ce que Bowie a utilisé comme moyen de réduire la forme narrative.
Initialement commercialisé comme un album de bande originale, The Buddha of Suburbia est un échec et a reçu peu de promotion de Bowie lui-même, bien qu'il soit bien accueilli par des critiques britanniques. Il n'est sorti aux États-Unis qu'en octobre 1995 par Virgin Records avec des illustrations mises à jour. Il est retombé dans l'oubli jusqu'à une réédition mondiale par EMI en 2007, même s'il reste l'une des œuvres les moins connues de Bowie. Néanmoins, les critiques ont salué The Buddha of Suburbia comme un joyau oublié de son catalogue. Bowie lui-même l'a nommé son album préféré en 2003. Une version remasterisée est sortie en 2021 dans le cadre du coffret Brilliant Adventure (1992–2001).
La chanson Strangers When We Meet a été réenregistrée par Bowie sur son album suivant, 1. Outside.

## Conception et enregistrement

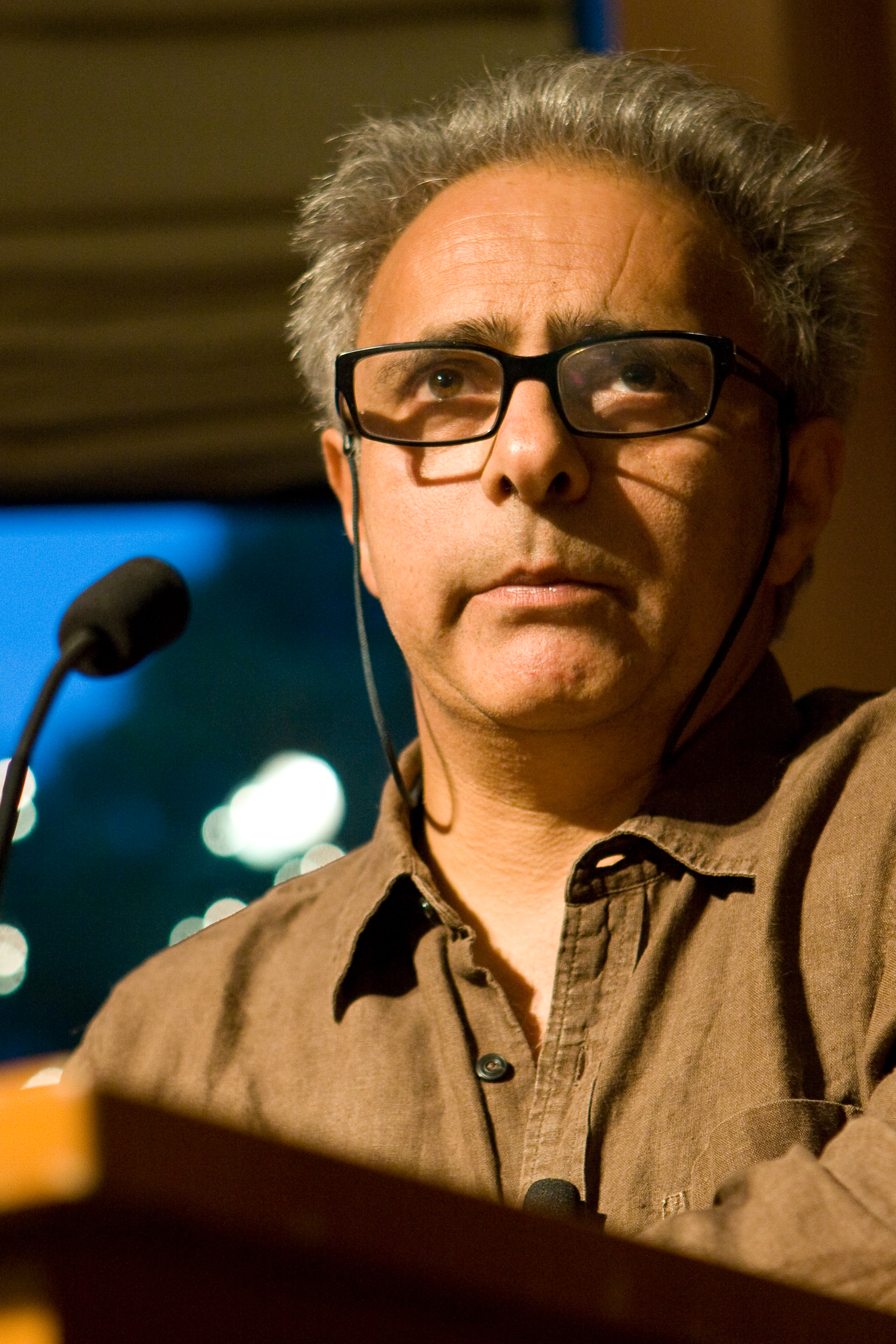
The Buddha of Suburbia commence comme cune bande originale de l'adaptation du roman homonyme (1990) écrit par Hanif Kureishi (ici en 2008).

Lors de la promotion de son album à venir Black Tie White Noise en février 1993, David Bowie s'entretient avec le romancier britannique Hanif Kureishi pour le magazine Interview. Kureishi a demandé la permission d'utiliser une partie du matériel plus ancien de Bowie pour une adaptation à venir de son roman de 1990, Le Bouddha de banlieue (The Buddha of Suburbia). Le roman, sur un adolescent nommé Karim tentant de devenir acteur dans les années 1970, met en vedette un personnage nommé Charlie qui se mêlait de la vie de rock star. Dans The Complete David Bowie, le biographe Nicholas Pegg décrit Charlie comme une fusion de Bowie, Sid Vicious et Billy Idol. Sentant que le roman "[lui] rappelle sa propre jeunesse", Bowie a accepté de composer la musique et des mois plus tard, Kureishi et le réalisateur de la série Roger Michell se redent en Suisse pour connaitre l'avancement de l'enregistrement de Bowie. Selon Pegg, Bowie a terminé près de 40 morceaux au début de l'été 1993. Kureishi suggère des révisions, après quoi Bowie décide de transformer le projet en un nouvel album - ce que Chris O'Leary appelle une "quasi-bande originale". S'adressant au journaliste Dylan Jones, Kureishi déclare: "[Bowie] a dit qu'il voulait écrire des chansons parce qu'il voulait en tirer bénéfice."
L'album est enregistré et mixé aux studios Mountain à Montreux en Suisse, et coproduit par Bowie et David Richards, qui ont précédemment coproduit Never Let Me Down (1987). Selon Bowie, il n'en faut que six jours pour écrire et enregistrer, mais quinze jours pour mixer à cause de quelques « problèmes techniques ». Pour l'album, Bowie travaille avec le musicien turc Erdal Kızılçay, ancien collaborateur de Bowie sur de nombreux projets des années 1980. Les deux ont regardé la série à plusieurs reprises tout en faisant l'album, Kızılçay se rappelant que l'album provient des histoires qu'ils se racontent en le faisant, ainsi que des liens que Bowie a avec Kureishi. En 2003, Bowie a rappelé qu'il s'est senti « très heureux » lors de la réalisation du disque. Kızılçay a dit plus tard au biographe Paul Trynka: « Quelque chose s'est passé pour cet album. Il n'y avait pas un gros budget; David a expliqué l'histoire avant de commencer. C'était un défi, c'était un petit budget, mais David a juste dit: "faisons-le", et tout a fonctionné.» Le pianiste Mike Garson, qui a récemment retrouvé Bowie sur Black Tie White Noise, a apporté des parties de piano pour deux morceaux (South Horizon et Bleed Like a Craze, Dad) en une seule session de trois heures aux studios O'Henry Sound à Burbank, Californie.

## Analyse artistique
Selon O'Leary, la musique que Bowie a composée pour The Buddha of Suburbia consiste en de courts « motifs - des combinaisons de guitare, synthétiseur, trompette, percussions, [et] sitar ». Dans les nombreuses notes du livret de l'album, Bowie a déclaré que la liste des titres « ne ressemble guère à la petite instrumentation de la série de la BBC ». Il a également présenté une liste d'influences dont il s'est inspiré lors de sa création, notamment l'album Pet Sounds (1966) des Beach Boys, Roxy Music, T. Rex, Neu!, Kraftwerk et Brian Eno.
Les critiques ont reconnu de nombreuses références aux œuvres de Bowie des années 1970, William Ruhlmann d'AllMusic citant The Man Who Sold the World (1970), Aladdin Sane (1973) et Low (1977). Mark Hooper du Guardian considérait Buddha comme « un méli-mélo glorieusement expérimental d'influences des années 70 », tandis que Julian Marszalek de The Quietus a trouvé un mélange de « glam, jazz, funk, paysages sonores ambiants et pop ».
Les biographes ont également observé la présence de matériel pop, jazz, ambiant, expérimental et rock,. Outre les trois pistes instrumentales, Pegg considère les paroles de l'album comme « non linéaires », ce qui, selon lui, suggère une adoption des méthodes de travail d'Eno, que Bowie a cité comme influence dans les notes du livret de l'album. Bowie a déclaré qu'il utilisait « de grandes cuillerées de pastiche et de quasi-récit » lors de l'élaboration des paroles comme un moyen de réduire la forme narrative appropriée, qu'il considérait comme « redondante ».

« J'ai pris chaque thème ou motif du morceau et je l'ai d'abord étiré ou allongé jusqu'à une durée de cinq ou six minutes. Ensuite, après avoir noté dans quelle tonalité musicale j'étais et avoir compté le nombre de mesures, je baissais souvent les faders en ne laissant que l'élément percussif sans aucune information harmonique à laquelle se référer. En travaillant par couches, je construisais ensuite des renforts dans la tonalité de la composition, totalement aveugles pour ainsi dire. Lorsque tous les faders étaient à nouveau poussés, un certain nombre de conflits se manifestaient. Les sons les plus problématiques ou attractifs seraient alors isolés et répétés... »

— David Bowie sur sa méthode de travail de l'album

### Chansons
La chanson titre est écrite comme un pastiche du son de Bowie au début des années 1970. Elle contient des références musicales et lyriques à ses compositions passées Space Oddity (1969), All the Madmen (1970) et The Bewlay Brothers (1971). Les paroles suivent principalement le roman de Kureishi et est le seul morceau à apparaître dans la série de la BBC. Sex and the Church utilise un rythme similaire à Pallas Athena de Black Tie White Noise, que Buckley compare à la musique de Prince. Pegg déclare que les deux thèmes présents tout au long du roman de Kureishi - la sexualité et la spiritualité - se combinent pour former le thème «Sexe et Église». La voix de Bowie est déformée à l'aide d'un vocodeur tandis que le morceau se termine par une séquence similaire à The Jean Genie d'Aladdin Sane (1973). South Horizon est un instrumental de jazz avant-gardiste qui, selon Pegg, préfigure les morceaux expérimentaux présents sur le prochain album de l'artiste, 1. Outside (1995). Bowie a déclaré que "tous les éléments, de l'instrumentation principale à la texture, ont été joués à la fois vers l'avant et vers l'arrière. Les extraits résultants ont ensuite été entrecoupés arbitrairement". C'est son morceau préféré sur l'album.
Le morceau le plus long de l'album, The Mysteries, est une pièce instrumentale ambiante évoquant la trilogie berlinoise de Bowie. Présentant divers sons électroniques et boucles de synthétiseur, Bowie a déclaré que "la bande originale était ralentie, ouvrant considérablement la texture épaisse, puis Erdal jouerait des informations thématiques contre elle". Bleed Like a Craze, Dad présente les contributions d'un trio appelé 3D Echo (Rob Clydesdale, Gary Taylor, Isaac Daniel Prevost), qui enregistrait un EP à Mountain en même temps que Bowie. Il rappe presque pendant une section, que Buckley compare à sa voix sur African Night Flight de Lodger (1979); Pegg mentionne également la présence de "percussions de style Lodger" avec des riffs de guitare de type Robert Fripp. Strangers When We Meet utilise un son proche des œuvres de la fin des années 1970 de Roxy Music avec un riff de guitare de Gimme Some Lovin' (1966) du Spencer Davis Group. Pegg le considère comme l'un des morceaux "les plus conventionnels" de l'album, avec des paroles impressionnistes sur le début d'une relation., O'Leary le décrit comme "tendu, compact et nerveux". Bowie réenregistre la chanson pour 1. Outside.
Dead Against It évoque divers groupes de new wave new-yorkais de la fin des années 1970., O'Leary trouve les paroles "coagulées de rimes et de consonance internes". Bowie a envisagé de réenregistrer la chanson pendant les sessions de 1. Outside (1995), puis Earthling (1997), mais cela ne s'est pas concrétisé. Untitled No. 1 contient un rythme de danse influencé par la musique indienne. La voix phasée de Bowie est à la fois perceptible (comme la ligne "Il est clair que certaines choses ne changent jamais") et incompréhensible, avec divers "Ooohs" tout du long du morceau. Ian Fish, U.K. Heir est une pièce ambiante qui rappelle l'œuvre électronique sur "Heroes" (1977). Il contient des parasites du gramophone et une version ralentie et déformée de la mélodie de la chanson titre. Dans les notes du livret, Bowie a écrit : « La véritable capacité est... de réduire tous les éléments superflus, de manière réductrice, en laissant le plus près possible une "forme significative" déconstruite ou dite, pour utiliser la terminologie des années 30. » Le titre est une anagramme de Hanif Kureishi. L'album se termine par une version alternative de la chanson titre (appelée "rock mix"), mettant en vedette Lenny Kravitz à la guitare.

## Titres
Toutes les chansons sont écrites et composées par David Bowie.
| No  | Titre                                                | Durée |
| --- | ---------------------------------------------------- | ----- |
| 1.  | Buddha of Suburbia                                   | 4:28  |
| 2.  | Sex and the Church                                   | 6:25  |
| 3.  | South Horizon (instrumental)                         | 5:26  |
| 4.  | The Mysteries (instrumental)                         | 7:12  |
| 5.  | Bleed Like a Craze, Dad                              | 5:22  |
| 6.  | Strangers When We Meet                               | 4:58  |
| 7.  | Dead Against It                                      | 5:48  |
| 8.  | Untitled No.1                                        | 5:01  |
| 9.  | Ian Fish, U.K. Heir (instrumental)                   | 6:27  |
| 10. | Buddha of Suburbia (avec Lenny Kravitz à la guitare) | 4:19  |

## Musiciens
- David Bowie : chant, claviers, guitare, saxophone alto et baryton synthétiseur, percussions aux claviers, production
- Erdal Kızılçay : claviers, trompette, basse, guitare, batterie, percussions
- 3D Echo : basse, batterie et guitare sur Bleed Like a Craze, Dad
- Mike Garson : piano sur Bleed Like a Craze, Dad et South Horizon
- Lenny Kravitz : guitare sur la deuxième version de Buddha of Suburbia